# ヤマザキミノリ
ヤマザキ ミノリ（本名：山崎 稔、1954年3月29日 - ）は、日本の造形作家、空間デザイナー。女子美術大学名誉教授。

## 来歴
群馬県桐生市生まれ。群馬県立桐生高等学校、東京芸術大学工芸科鋳金専攻卒業（安宅賞受賞）。東京芸術大学構成デザイン大学院修了。
東京工芸大学芸術学部デザイン学科助教授（1995年～1998年）、女子美術大学芸術学部デザイン科助教授（1998年～2001年）、女子美術大学芸術学部メディアアート学科助教授（2001年～2003年）、2003年に同教授に昇格、2010年4月から2019年3月まで女子美術大学芸術学部アート・デザイン表現学科ヒーリング表現領域教授。
空間設計、ライトアートを中心に美術活動を展開。
芸大在学中の1975年に立方体内部を鏡貼りにした箱形万華鏡を発明。1980年に「光の美操（ビックリ）箱・CUMOS展」を開催。

## 作品制作・出品作品
- デザインフォーラム'81 光の美繰(びっくり)箱CUMOS出品
- 東京芸術大学100周年記念「デザイン・建築展」（1987年）
- 仙台市政100周年記念イベント「スターライトファンタジア」アートディレクション（1989年）
- 高野山東京別院落慶記念イベント曼荼羅パビリオン空間演出（東京高輪）（1989年）
- 大阪花と緑の博覧会「花博郵便局ティンクルポスト」（1990年）
- 和歌山リゾート博覧会「マリーナシティー和歌山県館」（1994年）
- 桐生テキスタイルプロモーションショー空間デザイン （1992-1994年）
- 新宿NSビル「Dream of Light 光のクリスマスツリー」（1995年‐1997年）
- 桐生市市民文化会館「未来からの要請」アートワークコーディネイト及び作品制作（1997年）
- 神戸ファッションプラザRinkアトリウムSanta Village2000（2000年）
- 都営地下鉄大江戸線蔵前駅ゆとりの空間「光のかたち」（2000年）
- 宮沢賢治童話村「星の教室」ライトアート制作（2001年）
- クイーンズスクエア横浜・ステーションコアアトリウムクイーンズドリーム （2001年）
- 小諸ウインターイルミネーションFhurin Kazanデザイン（2005年）
- INTERNATIONAL NAIL EXPO 2008(空間プロデュース)

## 主な公募展、企画展、招待出品
- 立方体万華鏡"CUMOS WELT"内部映像が第一回日本グラフィック展佳作賞受賞（1980年）
- 立方体のぞき箱"CUMOS"がデザインフォーラム 81銅賞受賞（1981年）
- デザインニューウエーブ 84展招待出品。（1984年）
- ハイテクノロジーアート展招待出品。デザインフォーラム85招待出品（1985年）
- ハイテクノロジーアート国際展招待出品（1986年）
- ARTISTIC IMPRESSION SCENE展招待出品（PXA,AXISギャラリー）（1988年）
- ARTISTIC IMPRESSION NON-STILE展招待出品（1989年）
- NHKスペシャル「アインシュタイン黄泉の国」参画（1990年）
- 東京ルーミングライブﾔ91展 東京パーン汐留。高岡クラフトコンペ特別招待出品（1991年）
- 光のいぶき展 インスタレーション (すみだリバーサイドギャラリー)（1992年）
- TODAY'S JAPAN・デザインサンプリング'95 /カナダ、ハーバーフロントセンター（1995年）
- テーブル35- 35人のクリエーターによる大饗宴招待出品(銀座松屋）（2000年）
- 展覧芝居「天使の庭2」インスタレーション（六本木ストライプハウス美術館）（2000年）
- Joshibi session 教員作品展 女子美アートギャラリーJAM（2001年）
- 素材からこぼれるあかり展 瀬田ショップギャラリー （2002年）
- JAM session 2005　女子美術大学教員作品展（2005年）
- 拡がるメディアアート展 女子美アートギャラリーJAM（2006年）

## 企画個展
- 光の美繰(ビックリ)箱･CUMOS展（1980年）
- ヤマザキミノリ展（1981年）
- 光のピラミッド･視覚四角錘FANTACL展（1981年）
- カラフルカラクリFANTACLFANTACL展（1983年）
- THE PEEP MAN SHOW（1987年）
- ライトアートAPLYSIA展（1987年）
- APLYSIA 光の軟体動物展（1988年）
- APLYSIA 光の宇宙卵展（1989年）
- ヤマザキミノリのライトアート展（1992年）
- origin/オリジン・生きること感じることの不可思議展（1995年）
- 四次元の立方体万華鏡 CUMOS展（2007年）
- ヤマザキミノリ作品展/ドイツ研究滞在報告展（2009年）

## 関連書籍
- 大人の科学マガジンvol.13（特集記事）

## 主な受賞歴
- 第一回日本グラフィック展佳作賞（1980年）
- デザインフォーラム81銅賞（1981年）
- 第二回オムニアートコンテスト優秀賞（1984年）
- 岐阜あかりのオブジェ展 審査員特別賞（1994年）